# Heimo Haitto

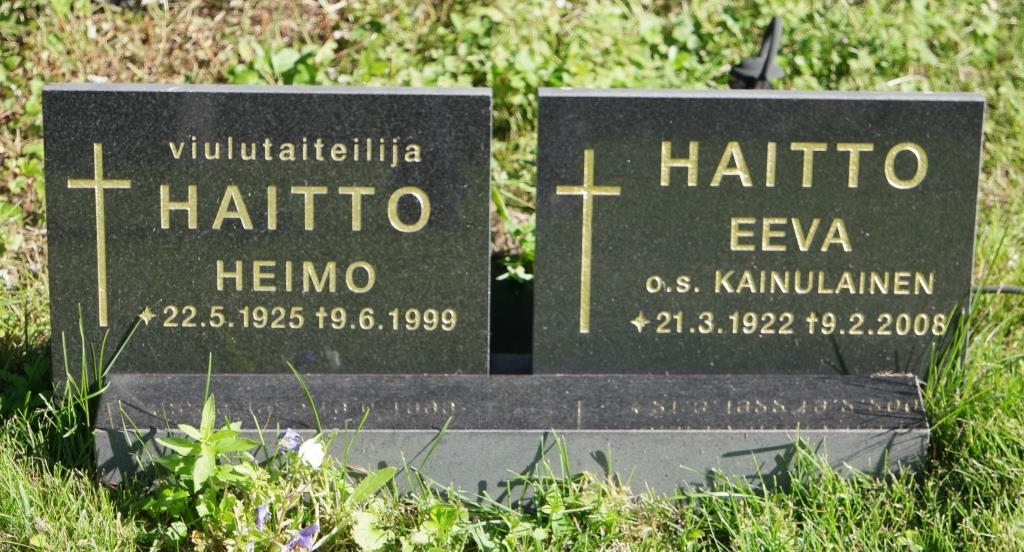
Grab von Heimo Haitto auf dem Friedhof Hietaniemi in Helsinki

Heimo Verneri Haitto (* 22. Mai 1925 in Wyborg, Finnland; † 9. September 1999 in Marbella, Provinz Málaga, Spanien) war ein finnischer Musiker.

## Leben
Heimo war das zweite von insgesamt vier Kindern. Sein Vater Kalle brachte ihm schon früh das Violinespielen bei. In Wyborg unterrichtete Boris Sirpo das heranwachsende Talent. Bereits als Jugendlicher wurde er von der Familie getrennt und in die Vereinigten Staaten geschickt um Konzerte zu geben. Einfluss auf die Entscheidung der Eltern hatte aber auch der 1939 beginnende Winterkrieg zwischen Finnland und der Sowjetunion. Später lernte er bei Ivan Galamian in New York (1943–1945).
Mit seinem 18. Geburtstag versuchte Haitto vergebens der U.S. Army beizutreten. Nach dem Krieg kehrte er nach Los Angeles zurück und wurde Mitglied der Los Angeles Philharmonic Orchestra. Er heiratete die US-amerikanische Cellistin Beverly Le Beck, mit der er einen Sohn und eine Tochter bekam. Haitto trennte sich jedoch bald darauf von ihr, er wurde spielsüchtig sowie alkoholabhängig und kam in den 1960er Jahren für kurze Zeit nach Finnland zurück, wo er 1964 die Schauspielerin Marja-Liisa Nisula heiratete, von der er sich jedoch 1966 bereits wieder trennte. 1976 kehrte er nach Finnland zurück, wo er nun mit seiner Lebenspartnerin Eva Vastari lebte. Er arbeitete für das Konservatorium in Lahti.
Seine letzten Jahre verbrachte Haitto schließlich im spanischen Marbella. Dort starb er 1999 nach längerer Krankheit. Zwei Jahre zuvor war sein Sohn an den Folgen von Drogenmissbrauch ums Leben gekommen.